# Ne zabud'... stantsija Lugovaja
Ne zabud'... stantsija Lugovaja (Не забудь… станция Луговая) è un film del 1966 diretto da Nikita Kurichin e Leonid Menaker.